# Rita Redshoes
Rita Redshoes, nome artístico de Rita Pereira (Lisboa, 10 de Julho de 1981), é uma cantora, compositora e atriz, multi instrumentista, arranjadora e letrista portuguesa.

## Carreira
A história da portuguesa Rita Redshoes no universo musical começa a desenhar-se em 1996. Na altura a cantora era conhecida como Rita Pereira e desempenhava o papel de baterista no grupo de musicos que fazia parte do grupo teatro "Ita Vero", da Escola Secundária de José Afonso, Loures.
Um ano depois passou a cantar a tocar e teclas nos Atomic Bees que lançaram uma versão de 'Perfect' dos Fairground Attraction, incluída na colectânea "Optimus 2000 - Novos Talentos" e que em 2001 editaram o álbum "Love.noises.and.kisses".
Mais tarde tocou baixo no grupo Rebel Red Dog, e tocou piano e cantou no projecto Photographs. Este último, funcionou como uma espécie de embrião do que a cantora apresentou depois enquanto Rita Redshoes.
A partir de 2003 foi convidada para teclista de serviço da banda de suporte de David Fonseca, com quem interpretou o tema 'Hold Still', do álbum "Our Hearts Will Beat As One".
Em 2007, o imaginário do filme "O Feiticeiro de Oz" e do clássico 'Let's Dance ', de David Bowie, inspiraram-na a adoptar o nome de Rita Redshoes. Na mesma altura começa a preparar o seu primeiro álbum tendo por avanço o single 'Dream On Girl', incluído na colectânea "Novos Talentos - FNAC 2007".

### Golden Era(2008)

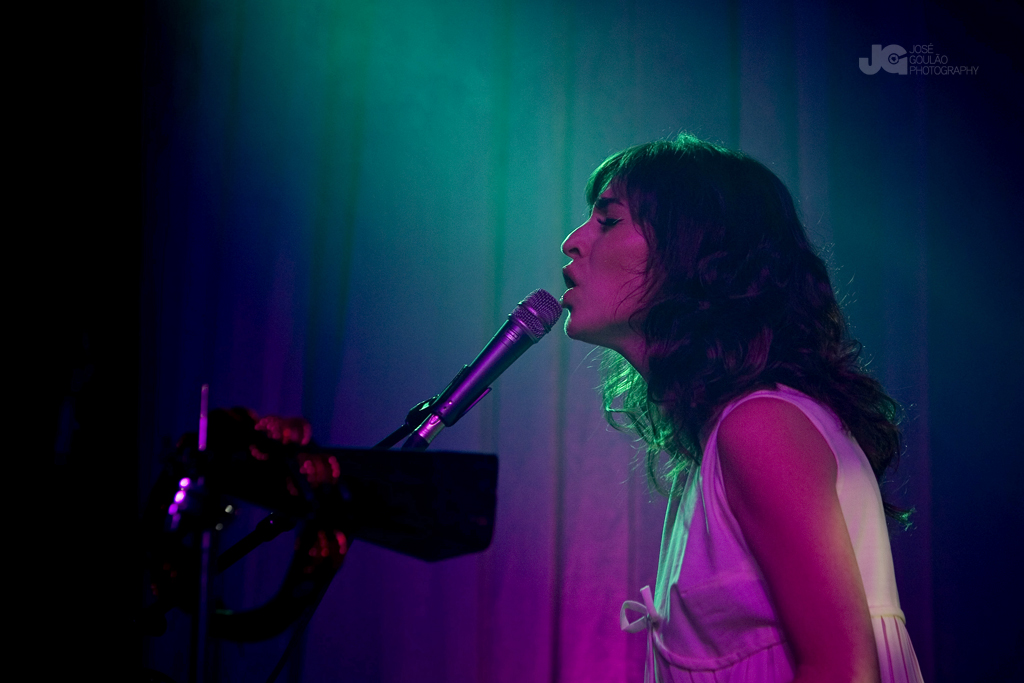
Rita RedShoes no Coliseu de Lisboa, 12 de Abril 2008

O álbum lançado em 2008, apresenta 12 músicas cantadas em inglês, uma dúzia de exemplos de pop melódica que remete para os universos de Fiona Apple, Cat Power, dos primeiros tempos dos Goldfrapp ou ainda de David Fonseca.
"As canções são fragmentos de mim, de coisas que eu penso sobre o amor, são influenciadas pelo que eu vejo, não tanto pela música, mas por imagens, por filmes. Tenho muitas imagens gravadas na minha cabeça e tudo isso me influencia", explicou a cantora à Lusa.
De "Golden Era" são já conhecidos os temas "Dream On Girl", "Hey Tom", e "The Beginning Song" que têm estado a servir de cartão de visita da música de Rita.

"Estes dois primeiros temas revelam dois universos onde o álbum de facto se encaixa, entre o `uptempo´ e músicas mais intimistas", disse.
O álbum é co-produzido pela autora e por Nelson Carvalho e nele participam Filipe C. Monteiro (guitarra eléctrica e teclados), Nuno Simões (baixo), Sérgio Nascimento (bateria) e ainda uma secção de cordas.
Durante os primeiros meses de divulgação do seu álbum fez-se acompanhar pelos mesmos músicos que gravaram com ela, actualmente conta com a participação de Filipe C. Monteiro na guitarra eléctrica e teclados, Cebola (dR. estranhoamor) no baixo, Rui Freire (dR. estranhoamor) na bateria, Borges (dR. estranhoamor) no teclado e Ana Rita Inácio nas back vocals.

### Lights & Darks(2010)
Lights & Darks, composto na íntegra por temas originais de Rita Redshoes, revela-nos uma artista mais matura, desprendida e directa nas suas canções, e que confirmam em definitivo Rita Redshoes como uma cantautora de excepção.
“Lights & Darks” foi inspirado em sítios por onde passou nos 10 meses anteriores e em livros que foi lendo ao longo desse mesmo período. Parte dessas inspirações foram retiradas das mais variadas áreas: na pintura, de ambientes e texturas do Renascimento; na literatura, de escritores como D. H. Lawrence, Albert Camus ou Florbela Espanca; e na música, de alguns compositores como Les Baxter, Henry Mancini ou Arthur Lyman.

### The Other Woman(Espectáculo 2012)
"The Other Woman", ou o mundo nas canções delas é o mais recente espetáculo criado por Rita Redshoes em 2012. Rita Redshoes sempre se questionou sobre a importância que o “ser mulher” tem na caracterização da sua criatividade. Dessa descoberta, quase evidente, resultou a concepção de um concerto de características algo diferentes das que lhe são habituais: uma homenagem às autoras, compositoras e intérpretes que pela sua criatividade a inspiraram desde que despertou para a música.. Dentro deste espetáculo encontramos algumas cantoras como PJ Harvey, Loretta Lynn, Lhasa de Sela, Joan Jett, Nina Simone, Dolly Parton, Joni Mitchell, Amélia Muge, Patti Smith ou Sheryl Crow.

### 3'30(Espectáculo)
Em Dezembro, a singer-songwriter, a convite do percussionista Nuno Aroso, participa no concerto “3’30 – Percussive Sung Songs”, no âmbito do CCBeat, que decorreu no Centro Cultural de Belém. Em “3’30” os dois músicos tiveram a colaboração de um impressionante conjunto de compositores da dita tradição clássica que desenvolvem há muito percursos notáveis na cena musical contemporânea mundial - Oscar Bianchi, Matthew Burtner, Martin Bauer, Peter Ablinger, Kumiko Omura, Luís Antunes Pena, Jorge Prendas, Nuno Peixoto de Pinho ou Ângela 

### Life Is a Second Of Love(2014)
Em 2014, Rita Redshoes regressa às canções com “Life Is A Second Of Love”, o seu terceiro trabalho de originais, um disco que a confirma como uma das mais talentosas compositoras da sua geração e uma intérprete de rara capacidade. “Broken Bond” é o tema que antecipa a descoberta “Life Is A Second Of Love”, um trabalho gravado no final de 2013 entre Portugal e o Brasil com produção a cargo de Gui Amabis, músico e produtor oriundo de São Paulo. Para além das programações e samples de Gui Amabis, Rita Redshoes contou ainda com a participação dos brasileiros Regis Damasceno (guitarra e baixo) e de Dustan Gallas (guitarra). Em termos nacionais e para além de Rui Freire, habitual baterista do projecto, contou ainda com Ana Cláudia Serrão no violoncelo e, numa participação que se estende a algumas canções do álbum, nos coros, Afonso Cabral, David Santos (aka Noiserv) e Salvador Menezes, membros do colectivo You Can’t Win Charlie Brown.

### Her(2016)
Gravado em Berlim, nos estúdios Riverside, este álbum de Rita Redshoes teve a participação de alguns músicos de eleição: Knox Chandler, o guitarrista que também é o responsável pelos arranjos de cordas do disco e já trabalhou com bandas como os  R.E.M., Depeche Mode ou Siouxie and the Banshees; Earl Harvin, o baterista norte-americano que já tocou com os Pet Shop Boys, The Pychedelic Furs ou Damien Rice, sendo actualmente o baterista dos Tindersticks; e Greg Cohen, baixista de jazz mais conhecido por pertencer ao quarteto de John Zorn, mas que tem tocado com uma lista infindável de músicos como Tom Waits, David Byrne, Elvis Costello, Bob Dylan, Laurie Anderson, Lou Reed, Anthonyand the Johnson ou Marisa Monte.
Na produção, “Her” teve a condução de Victor Van Vugt, produtor do seminal disco de Nick Cave, “Murder Ballads” e do disco de Beth Orton, “Trailer Park”, nomeado para o prestigiado Mercury Prize, vencedor de um Brit Award.  Para além dos já referidos Nick Cave e Beth Orton, o produtor australiano já trabalhou com nomes como P.J.Harvey, Depeche Mode, The Fall, Billy Bragg ou Einsturzende Neubauten, só para citar alguns.
Ao 4.º disco, Rita Redshoes escreve e interpreta, pela primeira vez a solo, três temas em português, um dos quais em co-autoria com Pedro da Silva Martins. Este foi ainda o disco em que a artista mais instrumentos tocou: piano, omnichord, teclados e guitarra acústica.

### Lado Bom (2021)
Quinto álbum de originais e o primeiro que compôs na íntegra em português, num registo que assume como o mais pessoal de sempre. Os singles “O Amor Não É Razão”, revelado no final de 2019; “Contigo É Pra Perder”, com a participação especial de Camané e um vídeo gravado em 2020, cada um na sua casa, já durante o primeiro confinamento; e “Rosa Flor", a canção que dedica à sua filha Rosa e que tem a generosidade de partilhar com todos nós. Por se tratar de um disco que abre as portas de casa da compositora, letrista, cantora e multi-instrumentista Rita Redshoes, é fundamental ler o que a própria tem a dizer sobre a sua mais recente obra e o que os seus amigos escreveram sobre as músicas que lhes deu a ouvir em primeira mão: 
«O “Lado Bom” é um sobrevivente (escrito e gravado entre 2018 e 2019) e o disco mais pessoal da minha carreira, no qual relato, na primeira pessoa, uma das maiores transformações da vida.
À boleia da maternidade, exploro emoções desconhecidas, exponho dúvidas, muitos medos, certezas e incertezas, antigas e novas, que me permitem uma leitura diferente da vida e da minha existência.
São questões como o papel da mulher na sociedade, agora enquanto mãe, a qualidade dos afectos recebidos e a capacidade de os partilhar, a individualidade, o tempo ou a fragilidade presente na impossibilidade de controlar e proteger o que está fora de nós que definem a pulsação desta história.
Umas vezes quebrada, muitas vezes inteira, eis-me (re)nascida como mãe e pessoa.»

### Chinfrim (2023)
É um disco e um espectáculo para crianças que conta com canções originais, ambientes visuais coloridos e performances encantadoras. Toca em temas do dia-a-dia das crianças, como não querer tomar banho, animais domésticos, melhores amigos, irmãos e rebeldia na medida certa. Para que os pais os entendam de uma vez por todas!

## Concertos fora de Portugal
África do Sul; Inglaterra; Macau; Timor; Alemanha; Espanha; Suécia; Holanda; França; EUA; Itália

## Vida pessoal
A par da música, Rita é também licenciada em Psicologia Clínica. Pós-graduada em Escrita de Ficção. Formção em Musicoterapia. 
Estudou canto lírico e piano finalizando o Curso Profissional de Música e Novas Tecnologias.
Teve uma filha em 2018 com o guitarrista madeirense Bruno Santos.

## Discografia

### Álbuns
- 2008 - Golden Era
- 2010 - Lights & Darks[14]
- 2012 - Estrada de Palha (Banda Sonora)
- 2013 - O Facínora (Banda Sonora)
- 2014 - Life Is A Second Of Love[15][16][17][18]
- 2015 - Ornamento e Crime (Banda Sonora)
- 2016 - Her 1[19][20][21]
- 2021 - Lado Bom
- 2023 - Chinfrim

1 20º no TOP Nacional

### Singles
- 2007 - Dream On Girl
- 2008 - Hey Tom
- 2008 - The Beginning Song
- 2009 - Choose Love
- 2010 - Captain Of My Soul[23]
- 2010 - You Should Go[18]
- 2014 - Broken Bond
- 2014 - White Lies
- 2016 - Life Is Huge[24]
- 2017 - Mulher
- 2019 - O Amor Não é Razão
- 2021 - Contigo é Pra Perder
- 2022 - Rosa Flor

### Colaborações como instrumentista/cantora
- 2000 - Love.Noises.and.Kisses Atomic Bees
- 2004 - You Make Me Sound no disco "Pictures From Our Thoughts" de Norton (banda).
- 2006 - Piano e Voz no disco "Our Hearts Will Beat As One" de David Fonseca
- 2007 - Piano no disco Dreams in Colour de David Fonseca
- 2009 - Lonesome Town e Hey, Sister Ray  no álbum "Femina" de Paulo Furtado
- 2013 - All You Need Is Love (com Paulo Furtado , campanha publicitária da Optimus).
- 2013 - Almost Visible Orchestra de Noiserv
- 2016 - Dançar Sós (com GNR, álbum "Caixa Negra")
- 2018 - Waltz for Lovers (com Happy Mess, álbum "Dear Future")
- 2019 - Nº2 6ª Andar Frente (Fernando Tordo, álbum "Diz-me Com Quem Cantas")
- 2019 - Vou (Renato Júnior, álbum "Uma Mulher Não Chora")
- 2022 - Do Amor Nada Mais Resta Que Um Outubro (Renato Júnior)
- 2022 - Retratos de Inverno (Pierre Aderne)

### Colaborações ao vivo
Rita Redshoes tem recebido ao longo dos anos de carreira inúmeros convites para parcerias discográficas mas também parceiras em palco enquanto convidada. Estes são alguns dos nomes: 
Norton, David Fonseca, The Legendary Tigerman, GNR, Nuno Aroso, Snow Patrol, Happy Mess, Fernando Tordo, Sérgio Godinho, Laurent Filipe, Renato Júnior, Adam Cohen, Gui Amabis, Rua das Pretas, Mano a Mano, Carlos Alberto Moniz, Sean Riley, Luísa Sobral, Senhor Vulcão, 

## Livros
- Sonhos de Uma Rapariga Quase Normal (2015)[25]
- O Gato Surucucu e o Corvo Negro (2016)
- Peter Pan como anotadora (2017)
- Rita e a Aventura Feliz (2021)

## Bandas sonoras
- "A Dança dos Paroxismos" para o Festival Motel X em co-autoria com Paulo Furtado (Cinema)
- "O Jogador" de Dostoyevsky com encenação de Gonçalo Amorim, em co-autoria com Paulo Furtado (Teatro)
- "Estrada de Palha" realizado por Rodrigo Areias, em co-autoria com Paulo Furtado (Cinema)[1][26][27][28][29]
- "Fuligem" realizado por David Doutel e Vasco Sá, em co-autoria com Paulo Furtado (Curta Metragem Animação)[1]
- "O Facínora" realizado por Paulo Abreu e com argumento de Eduardo Brito, em co-autoria com Paulo Furtado (Cinema)[1]
- "Frágil" criação de Carla Maciel e Mónica Garnel (Teatro)[1]
- "Portugueses do Soho" realizado por Ana Ventura Miranda (Documentário)[1][30]
- "Ornamento e Crime" realizado por Rodrigo Areias em co-autoria com Paulo Furtado (Cinema)[1][31]
- "O Balão Vermelho" realizado por Albert Lamorisse, cine-concerto para o Festival Infantil Play (Cinema)
- Canção Genérico Videocast "Muito Mais do Que Sexo"
- Canção Genérico Podcast Rádio Comercial "As Minhas Coisas Favoritas"
- Banda Sonora Podcast "Operação Papagaio" Rádio Observador
- Canção Filme "Sombras Brancas"
- Dias Felizes, Noites Tranquilas (Para o livro com o mesmo título, de Constança Cordeiro Ferreira)

### Participações enquanto actriz em cinema
Estrada de Palha (Rodrigo Areias)
Ornamento e Crime (Rodrigo Areias)
Imagens Proibidas (Hugo Diogo)

## Prémios
- Prémio Femina 2012 - Notáveis Mulheres Portuguesas[32]
- Condecoração pela Câmara Municipal de Loures
- Prémio Notícias de Loures[33]
- Caminhos do Cinema Português - Melhor Banda Sonora Original com o filme "Estrada de Palha"[34]
- Prémio Sophia 2013 - Melhor Banda Sonora Original com o filme "Estrada de Palha"[35][36][37]
- Prémio Sophia 2018 - Melhor Banda Sonora Original com o filme "Ornamento e Crime"[38]
- Prémio José da Ponte da Sociedade Portuguesa de Autores com o disco "Lado Bom"